# Matt L. Jones
Pour les articles homonymes, voir Jones.
Matt L. Jones est un acteur américain né le 1er novembre 1981 à Sacramento en Californie.

## Filmographie

### Cinéma
- 2009 : Funeral Sex : Matt
- 2009 : Mattress Mike's Mattresses : Matt
- 2009 : Halloween Romance
- 2010 : Weird: The Al Yankovic Story : le barman
- 2010 : Long Story Short : Marshall
- 2011 : Red State : Député Pete
- 2011 : High Road : Richie
- 2012 : Dreamworld : Ben
- 2012 : Peter at the End : Jake
- 2013 : Fireflies : Elroy
- 2013 : Loveseat : Joe
- 2014 : Cooties : Shérif Dave
- 2014 : Planes 2 : Drip
- 2014 : Mojave : Louis
- 2014 : Un foutu conte de Noël (A Merry Friggin' Christmas) : Dick le cowboy
- 2015 : Home : Kyle
- 2015 : Lost in Austin de Will Raée
- 2015 : The Night is Young : Matt
- 2017 : Escale à trois (The Layover) de William H. Macy : Craig
- 2019 : El Camino de Vince Gilligan : Badger
- 2019 : Brightburn : Noah McNichol

### Télévision
- 2002 : Gilmore Girls : Morgan (1 épisode)
- 2008 : Greek : le géant du football (1 épisode)
- 2008-2013 : Breaking Bad : Badger (12 épisodes)
- 2009 : Reno 911, n'appelez pas ! : le fan des policiers (1 épisode)
- 2009-2010 : Breaking Bad: Original Minisodes : Badger (4 épisodes)
- 2009-2010 : How I Met Your Mother : Arthur et le livreur de pizza (2 épisodes)
- 2009-2010 : Community : l'ami de Stoner et le livreur de café (3 épisodes)
- 2010 : NCIS : Los Angeles : un policier (1 épisode)
- 2010-2012 : Kick Kasskoo : Gunther (43 épisodes)
- 2011 : Man Up : Chris Eggert (1 épisode)
- 2011-2015 : NCIS : Enquêtes spéciales : Agent du NCIS Ned Dorneget (6 épisodes)
- 2012 : Les Experts : Manhattan : Steve Blanton (2 épisodes)
- 2012 : The Cleveland Show : l'enfant sur la chaise à bascule (1 épisode)
- 2012-2013 : Tron : La Révolte : Lenz (3 épisodes)
- 2013 : Hawaii 5-0 : Bullwinkle (1 épisode)
- 2013 : The Office : Zeke Schrute (3 épisodes)
- 2013 : NTSF:SD:SUV:: : Tavis Cose (1 épisode)
- 2013 : Deadman : Deadman et plusieurs personnages (3 épisodes)
- 2013-2014 : Sanjay et Craig : Hector Flanagan (17 épisodes)
- 2013-2014 : Beware the Batman : Humpty Dumpty et Humphrey Dumpler (2 épisodes)
- 2013-2021 : Mom : Baxter

### Jeux vidéo
- 2020 : Final Fantasy VII Remake : Wedges